# Tupajärvi
Tupajärvi eller Ahvenjärvi (?) är en sjö i Finland. Den ligger i kommunen Enare i landskapet Lappland, i den norra delen av landet, 1 000 km norr om huvudstaden Helsingfors. Ahvenjärvi ligger 205,3 meter över havet. Arean är 23,3 hektar och strandlinjen är 5,51 kilometer lång. Sjön  ingår i Pasvik älvs huvudavrinningsområde.   Den ligger vid sjön Harrijärvi.